# Bratunac

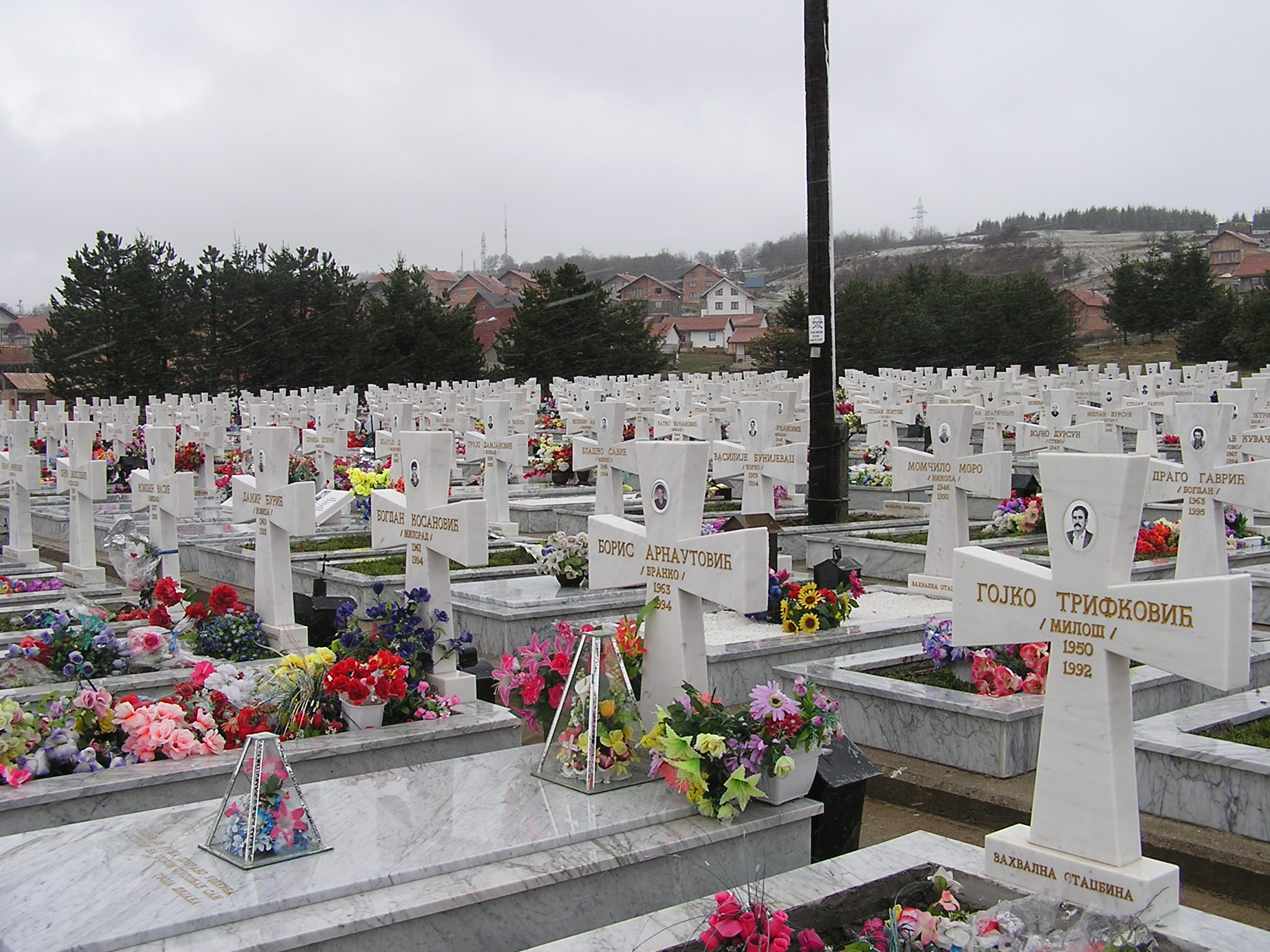
Serbisch-Orthodoxer Friedhof in Bratunac

Bratunac (serbisch-kyrillisch Братунац) ist eine Stadt im Osten von Bosnien und Herzegowina. Sie liegt etwa zehn Kilometer von Srebrenica entfernt nahe der Drina und der Grenze zu Serbien.  Bratunac gehört seit dem Bosnienkrieg zur Republika Srpska.

## Geschichte
Die Stadt wurde erstmals 1381 als Durchgangsort zwischen Bosnien und Serbien erwähnt. Das Dorf bestand damals aus fünf Häusern mit 30 Einwohnern. Die ökonomische Entwicklung beginnt 1886 mit dem Handel von Tabak. Die Brücke zwischen Bosnien und Serbien, die gleichzeitig als Grenzübergang fungiert, wurde 1926 erbaut. 1927 wurde Bratunac erstmals Gemeindesitz.

## Bevölkerung
Die Bevölkerungszusammensetzung hat seit 1991 starke Veränderungen erlebt.  Dies ist auf die ethnischen Säuberungen durch die Armee der Republika Srpska zurückzuführen. Viele Häuser der Bosniaken wurden im Krieg zerstört, sodass nur wenige in den letzten Jahren nach Bratunac zurückgekehrt sind. Die Zahl der zurückkehrenden Bosniaken nimmt jedoch nicht zuletzt durch die Hilfe internationaler Organisationen stetig zu.
Bei der Volkszählung 1991 bezeichneten sich 21.535 Einwohner (64,05 %) als Bosniaken und 11.475 (34,13 %) als Serben. 532 Bewohner (1,16 %) gaben andere Zugehörigkeiten an.
Bis zur Volkszählung 2013 war die Gesamteinwohnerzahl von Bratunac bedingt durch Krieg um etwa ein Drittel auf 21.600 gesunken.